# The Incredible String Band (альбом)
The Incredible String Band — дебютный студийный альбом британской фолк-рок-группы The Incredible String Band (Клайв Палмер, Робин Уильямсон, Майк Херон), записанный в лондонской студии Sound Techniques продюсером Джо Бойдом и выпущенный Electra Records в мае 1966 года. Именно Бойд настоял на том, чтобы музыканты отдали предпочтение авторскому материалу, отказавшись от исполнения народных песен и мелодий, имевшихся в их концертном репертуаре.

## Об альбоме
На обложке английского варианта альбома музыканты были сфотографированы со старинными инструментами в офисе Бойда в Лондоне. Для американского рынка была выбрана фотография, на которой трое восседают на обломках старого автобуса. Комментарий Херона на обложке винилового альбома,  выдержанный в сюрреалистическом ключе, рассказывал о некоем мистическом общении участников группы с «волшебным» скворцом.
В отличие от последующих работ группы дебютный альбом был выполнен в упрощённой манере, с использованием ограниченного набора инструментов (гитары, скрипка, банджо, мандолина). Херон позже называл именно этот альбом своим любимым.
Еженедельник Melody Maker объявил The Incredible String Band лучшим фолк-альбомом года (Folk Album of the Year). Боб Дилан в интервью журналу Sing Out! (1968) назвал «October Song» Уильямсона одной из своих любимых песен того времени.
Сразу же после окончания работы над дебютным альбомом трио распалось. Несколько месяцев спустя Херон и Уильямсон возобновили деятельность дуэтом, к которому стали присоединяться новые музыканты.

## Список композиций

### Сторона А
1. «Maybe Someday» (Mike Heron) — 2:20
2. «October Song» (Robin Williamson) — 4:09
3. «When the Music Starts to Play» (Heron) — 2:43
4. «Schaeffer’s Jig» (народная) — 0:58
5. «Womankind» (Williamson) — 3:45
6. «The Tree» (Heron) — 2:55
7. «Whistle Tune» (trad, arr. Williamson) — 1:02
8. «Dandelion Blues» (Williamson) — 3:02

### Сторона В
1. «How Happy I Am» (Heron) — 2:20
2. «Empty Pocket Blues» (Clive Palmer) — 4:47
3. «Smoke Shovelling Song» (Williamson) — 3:47
4. «Can’t Keep Me Here» (Heron) — 2:14
5. «Good as Gone» (Williamson) — 3:30
6. «Footsteps of the Heron» (Heron) — 3:14
7. «Niggertown» (нар., аранж. Palmer) — 2:09
8. «Everything’s Fine Right Now» (Heron) — 2:12

## Участники записи
- Майк Херон — вокал, гитара
- Clive Palmer — банджо, гитара, вокал, казу
- Robin Williamson — скрипка, вокал, гитара, мандолина